# Municipio de Berry
El municipio de Berry (en inglés: Berry Township) es un municipio ubicado en el condado de Wayne en el estado estadounidense de Illinois. En el año 2010 tenía una población de 351 habitantes y una densidad poblacional de 3,61 personas por km².

## Geografía
El municipio de Berry se encuentra ubicado en las coordenadas 38°25′44″N 88°31′42″O / 38.42889, -88.52833. Según la Oficina del Censo de los Estados Unidos, el municipio tiene una superficie total de 97.11 km², de la cual 97,04 km² corresponden a tierra firme y (0,07 %) 0,07 km² es agua.

## Demografía
Según el censo de 2010, había 351 personas residiendo en el municipio de Berry. La densidad de población era de 3,61 hab./km². De los 351 habitantes, el municipio de Berry estaba compuesto por el 99,72 % blancos y el 0,28 % eran de una mezcla de razas. Del total de la población el 0,28 % eran hispanos o latinos de cualquier raza.